# Курт Репке
Курт Райнгард Вільгельм Репке (нім. Kurt Reinhard Wilhelm Röpke; 29 листопада 1896, Золінген — 21 липня 1966, Геттінген) — німецький воєначальник, генерал піхоти вермахту. Кавалер Лицарського хреста Залізного хреста з дубовим листям.

## Біографія
Учасник Першої світової війни. Після демобілізації армії залишений в рейхсвері, служив в піхоті. З 10 листопада 1938 року — командир 2-го батальйону 67-го піхотного полку, з 1 вересня 1939 року — 2-го батальйону 203-го піхотного полку 76-ї піхотної дивізії. З 15 грудня 1939 року — викладач 2-го піхотного училища. З 1 серпня 1940 року — командир 50-го піхотного полку 3-ї піхотної дивізії. Учасник Німецько-радянської війни, включаючи Московську і Сталінградську битви. З 1 вересня 1942 року — знову викладач 2-го піхотного училища. З 26 травня 1942 року — командир 320-ї, з 20 серпня 1943 по 10 липня 1944 року — 46-ї піхотної дивізії, з 1 вересня 1944 року — 29-го армійського корпусу. В травні 1945 року взятий в полон радянськими військами в Моравії. 30 жовтня 1947 року засуджений військовим трибуналом до 25 років таборів. 7 травня 1956 року переданий владі ФРН і звільнений.

## Звання
- Фанен-юнкер (24 квітня 1914)
- Лейтенант без патенту (25 листопада 1914) — отримав патент 18 лютого 1915 року.
- Оберлейтенант
- Гауптман (1 квітня 1929)
- Майор
- Оберстлейтенант (1 квітня 1938)
- Оберст (1 квітня 1941)
- Генерал-майор (1 серпня 1943)
- Генерал-лейтенант (1 лютого 1944)
- Генерал піхоти (15 жовтня 1944)

## Нагороди
- Залізний хрест 2-го і 1-го класу
- Ганзейський Хрест (Гамбург)
- Хрест «За військові заслуги» (Ліппе)
- Нагрудний знак «За поранення» в чорному
- Почесний хрест ветерана війни з мечами
- Медаль «За вислугу років у Вермахті» 4-го, 3-го, 2-го і 1-го класу (25 років)
- Застібка до Залізного хреста
  - 2-го класу (1 липня 1941)
  - 1-го класу (18 липня 1941)
- Медаль «За зимову кампанію на Сході 1941/42» (10 серпня 1942)
- Німецький хрест в золоті (9 жовтня 1942)
- Лицарський хрест Залізного хреста з дубовим листям
  - лицарський хрест (17 листопада 1943)
  - дубове листя (№830; 14 квітня 1945)
- Відзначений у Вермахтберіхт (6 березня 1944)